# Pterostichus diligens
Pterostichus diligens – gatunek chrząszcza z rodziny biegaczowatych i podrodziny dzierowatych.

## Taksonomia
Gatunek ten opisany został po raz pierwszy w 1824 roku przez Jacoba Sturma pod nazwą Platysma diligens.

## Morfologia
Chrząszcz o wydłużonym ciele długości od 4,5 do 6,2 mm. Ubarwienie ma smoliste z czerwonobrunatnymi czułkami, głaszczkami i odnóżami, niekiedy z pierwszym członem czułków jaśniejszym, czerwonobrązowym. Czułki i odnóża nie są jak na przedstawiciela rodzaju szczególnie wydłużone.
Głowa nie jest wyraźnie za oczami przewężona i ma dwie pary szczecinek nadocznych (supraorbitalnych), a część nasadową wyraźnie mikrorzeźbioną. Trzeci człon czułków poza szczecinkami dotykowymi pozbawiony jest owłosienia.
Przedplecze jest w zarysie sercowate, o krawędziach bocznych silnie, krócej niż u P. strenuus, w tylnej części wklęśle zafalowanych, a krawędzi nasadowej znacznie węższej od podstawy pokrywy. Ma ono część tylną krótszą niż u P. strenuus, niezaokrąglone, ostre kąty tylne, powierzchnię mikrorzeźbioną i na dysku lekko szagrynowaną oraz jedną parę dużych, głębokich i grubo punktowanych dołków przypodstawowych. Wszystkie szczecinki przedplecza są brzeżne. 
Pokrywy są bardziej niż u P. strenuus matowe, nieco bardziej niż u P. apfelbecki spłaszczone, całkowicie u podstawy obrzeżone, o wyraźnie zaznaczonych barkach, długich i głębokich, pozbawionych punktów pępkowatych rządkach przytarczkowych oraz głębokich i prawie pozbawionych punktowania rzędach, z których siódmy pozostaje wgłębiony i wyraźny aż do szczytu. Występuje od dwóch do pięciu (zwykle trzy) chetoporów (punktów szczecinkowych) dyskalnych w trzecim międzyrzędzie, z których pierwszy leży nie dalej niż w ⅓ długości pokrywy, a rzadko obecny jest także pojedynczy chetopor dyskalny w międzyrzędzie pierwszym i piątym. Chetopory te nie są powiększone ani pogłębione. Występują zarówno osobniki długoskrzydłe, jak i o tylnej parze skrzydeł skróconej.
Spód przedplecza i boki przedpiersia są niepunktowane, ale wskutek wyraźnego szagrynowania jedwabiście lśniące. Krętarze tylnej pary odnóży osiągają niemal połowę długości ud. Stopy wszystkich par mają pozbawione podłużnych bruzd środkowych powierzchnie grzbietowe oraz porośnięte szczecinkami spody ostatnich członów.
Odwłok ma pozbawione bruzd poprzecznych sternity.

## Ekologia i występowanie
Owad rozmieszczony od nizin po góry. Higrofil. Zamieszkuje siedliska wilgotne i ocienione, w tym wilgotne i zalewowe lasy, porośnięte roślinnością pobrzeża wód, torfowiska, pobliskie wodzie łąki i mokradła. Preferuje podłoże kwaśne, unika natomiast czystych piasków i glin.
Chrząszcz ten jest gospodarzem grzyba Laboulbenia argutoris z rzędu owadorostowców.
Gatunek palearktyczny o eurosyberyjskim typie rozsiedlenia. W Europie znany jest z Hiszpanii, Islandii, Irlandii, Wielkiej Brytanii, Francji, Belgii, Holandii, Niemiec, Szwajcarii, Liechtensteinu, Austrii, Włoch, Danii (w tym z Wysp Owczych), Szwecji, Norwegii, Finlandii, Estonii, Łotwy, Litwy, Polski, Czech, Słowacji, Węgier, Białorusi, Ukrainy, Mołdawii, Rumunii, Bułgarii, Słowenii, Chorwacji, Bośni i Hercegowiny, Serbii, Czarnogóry, Albanii, Macedonii Północnej oraz europejskiej części Rosji. W Azji podawany jest z syberyjskiej i dalekowschodniej części Rosji, anatolijskiej części Turcji, Gruzji i Japonii. Na północ sięga aż za koło podbiegunowe.